# Eustrotia anita
Eustrotia anita là một loài bướm đêm trong họ Noctuidae.